# クラフト点
クラフト点（英語：Krafft point）またはクラフト温度（英語：Krafft temperature）とは、界面活性剤を水に溶解したエマルションを冷却した際に、界面活性剤が析出する温度のこと。逆に温度を上げていけば、クラフト点で溶解度が急上昇しミセルが形成されることになる。1895年にこの現象を発見したF.クラフト（Friedrich Krafft）の名による。
クラフト点より低温では、界面活性剤は水に少量溶解することはできるが、ミセルを形成できないので「臨界ミセル濃度(CMC)がない」とも表現される。このミセルを形成しない状態では界面活性剤による洗浄、乳化、起泡などの効果は失われる。
両軸に温度と濃度をとったグラフ（相図）で状態を表現した場合には、溶解度曲線とCMC曲線の交点を特にクラフト点と呼び、ある濃度で溶解度曲線の示す温度値が、その濃度でのクラフト温度に当たる。
一般に界面活性剤分子の疎水性鎖が長いほどクラフト点は高い。クラフト点は他の成分の組成によっても変化し、例えばクラフト点以下でも他の界面活性剤が共存すればミセルを形成することもある。